# The Adventure of the Stockbroker's Clerk
The Adventure of the Stockbroker's Clerk (O Escrituário da Corretagem ou O Corretor) é um conto policial de Sir Arthur Conan Doyle protagonizado por Sherlock Holmes e Dr. Watson publicado pela primeira vez na Strand Magazine em março de 1893, com 7 ilustrações de Sidney Paget.

## Enredo
Dr Watson tira uma pequena licença de sua clínica médica para auxiliar Holmes num novo caso. O novo cliente do detetive, Mr. Pycroft, depois de um período desempregado, consegue uma vaga de emprego na firma de corretagem Mawson & Williams, por um bom salário. Pouco antes de assumir o novo cargo, recebe uma visita de um homem desconhecido que oferece mais do que o dobro do salário prometido pela Mawson para assumir um cargo de gerente-financeiro numa grande empresa internacional de ferragens, mas sob duas condições estranhas: que Pycroft assine um termo declarando que está disposto a assumir esse cargo pelo salário de quinhentas libras e que não avise a Mawson & Williams de que desistiu de trabalhar lá. Pela dimensão da oferta, Pycroft espera trabalhar num grande escritório com muitos funcionários e se decepciona ao constatar que a empresa ocupa um cubículo com pouquíssimos móveis e sua tarefa inicial, a ser realizada em casa, será fazer um levantamento das empresas de ferragem num catálogo de Paris. Pycroft deseja que Holmes descubra mais sobre esse estranho trabalho, por trás do qual existe uma trama oculta a ser desvendada.